# Мерешпосі
Мерешпо́сі (рос. Мерешпоси, чув. Мерешпуç) — присілок у складі Чебоксарського району Чувашії, Росія. Входить до складу Шинерпосинського сільського поселення.
Населення — 50 осіб (2010; 49 у 2002).
Національний склад:
- чуваші — 100 %